# Campionati africani di atletica leggera 2012 - Salto con l'asta maschile
Il concorso del salto con l'asta ai campionati africani di atletica leggera di Porto-Novo 2012 si è svolto il 30 giugno presso lo Stade Charles de Gaulle di Porto-Novo, in Benin.
La gara è sta vinta dal marocchino Mouhcine Cheaouri.

## Medagliere
| Oro     | Mouhcine Cheaouri Marocco |
| Argento | Samir El Mafhoum Marocco  |
| Bronzo  | Ruan Van Wyk Sudafrica    |

## Programma
| Data           | Ora   | Evento |
| -------------- | ----- | ------ |
| 30 giugno 2012 | 14:40 | Finale |

## Risultati

### Finale
| Class   | Atleta            | Nazione   | 4.30 | 4.40 | 4.40 | 4.60 | 4.70 | 4.80 | 4.90 | 5.00 | 5.05 | 5.10 | 5.30 | Risultati | Note |
| ------- | ----------------- | --------- | ---- | ---- | ---- | ---- | ---- | ---- | ---- | ---- | ---- | ---- | ---- | --------- | ---- |
| Oro     | Mouhcine Cheaouri | Marocco   | –    | –    | –    | –    | –    | xo   | –    | o    | –    | xxo  | xxx  | 5.10      |      |
| Argento | Samir El Mafhoum  | Marocco   | –    | o    | –    | o    | –    | o    | xo   | o    | –    | xxx  |      | 5.00      |      |
| Bronzo  | Ruan Van Wyk      | Sudafrica | –    | –    | –    | –    | o    | o    | o    | xxx  |      |      |      | 4.90      |      |
| 4       | Heinrich Smit     | Sudafrica | –    | –    | –    | –    | o    | –    | xxo  | xxx  |      |      |      | 4.90      |      |
| 5       | Sami Berrhaiem    | Tunisia   | –    | o    | –    | –    | xo   | –    | xxx  |      |      |      |      | 4.70      |      |
| 6       | Eben Beukes       | Sudafrica | –    | –    | –    | –    | xxo  | –    | xxx  |      |      |      |      | 4.70      |      |
|         | Larbi Bouraada    | Algeria   |      |      |      |      |      |      |      |      |      |      |      | dns       |      |
|         | Mourad Souissi    | Algeria   |      |      |      |      |      |      |      |      |      |      |      | dns       |      |
|         | Guillaume Thierry | Mauritius |      |      |      |      |      |      |      |      |      |      |      | dns       |      |
|         | Ahmed Hamed       | Egitto    |      |      |      |      |      |      |      |      |      |      |      | dns       |      |